# W.A.F. Institut für Betriebsräte-Fortbildung
Die W.A.F. Institut für Betriebsräte-Fortbildung AG (auch W.A.F. Institut, WAF Institut) ist ein unabhängiger, privater Seminarveranstalter, der sich seit fast 40 Jahren ausschließlich auf die Weiterbildung von Mitgliedern im Betriebsrat, Schwerbehindertenvertretung und Jugend- und Auszubildendenvertretung spezialisiert hat.

## Geschichte
1983 gründeten Rüdiger Marquardt (Kaufmann, geb. 1954) und Günter Gerhard (Jurist, Alt-Bürgermeister von Feldafing geb. 1948, † 2022) die „Wirtschaftsakademie Feldafing e.V.“ (Abkürzung W.A.F.) in Feldafing. Später erfolgte eine Umbenennung in „Private Wirtschaftsakademie Feldafing, Institut für Betriebsräte-Fortbildung“. Im Jahr 2004 wurden die Geschäftsführung Christian Lütgenau und Peter Britting übertragen. 2006 wurde die WAF-Institut der privaten Wirtschaftsakademie Feldafing GmbH in eine Aktiengesellschaft umgewandelt. 2014 zog die Unternehmenszentrale in einen Neubau in dem etwa 2 km entfernten Tutzinger Ortsteil Kampberg. Am 1. April 2022 wurde die Unternehmenszentrale auf insgesamt ca. 9.000 Quadratmeter Fläche erweitert. Zudem wurden unter anderem zwölf Studios für Webinar-, Video- und Podcast-Produktionen in Betrieb genommen.
Curt Rahn löste am 1. Juni 2023 Peter Britting als Vorstand ab, der seither als Aufsichtsratsmitglied fungiert. 2024 wurde Nils Friedrich Vorstandsmitglied und Christian Lütgenau Vorstandsvorsitzender.

## Unternehmen
Zielgruppen des W.A.F. sind Mitglieder des Betriebsrats, Betriebsratsvorsitzende und stellvertretende Betriebsratsvorsitzende, Mitglieder von Wirtschaftsausschuss, Schwerbehindertenvertretung, Jugend- und Auszubildendenvertretung, Konzernbetriebsrat und Gesamtbetriebsrat.
Anfang der 2020er Jahre bietet das W.A.F. Institut seiner Zielgruppe pro Jahr bundesweit ca. 3.000 Seminarveranstaltungen zu ca. 275 verschiedene Themen in über 80 Hotels an. Zusätzlich nehmen ca. 15.000 Teilnehmer pro Jahr an Webinar-Fortbildungen teil, die aus zwölf eigenen Studios im Tutzinger Ortsteil Kampberg live gesendet werden. Kongresse, spezielle Betriebsrats-Software, Fachliteratur und persönlicher Beratung durch Sachverständige vor Ort ergänzen das Angebot. Darüber hinaus betreibt das W.A.F. Institut einen YouTube-Kanal mit über 2.000 Help-Videos für Betriebsräte, den Podcast "Betriebsrat Wissen" mit mittlerweile über 500 Folgen und eine umfangreiche, kostenlose Wissensplattform für Betriebsräte.
Zu den Themen der Seminare gehören Arbeitsrecht, Arbeitszeitbestimmungen, Betriebsverfassungsrecht, Jugendvertretung, Kommunikation, Leistungslohn, Rhetorik, Schwerbehindertenvertretung, Sozialrecht, Wirtschaftsausschuss, Zielvereinbarung, IT/Neue Medien, Konfliktmanagement, Lern- und Kreativitätstechniken, Mitarbeiterführung, Office-Management, Organisationsentwicklung, Personalwirtschaft, Persönlichkeitsentwicklung, Präsentieren, Moderieren, Recht und Steuern, Sprachen/Interkulturelles Training, Stressbewältigung/Gesundheit, Teambildung und Teamführung, Unternehmensführung, Verkauf/Marketing/PR sowie Zeit- und Selbstmanagement.